# Partido Comunista de la India (Maoísta)
El Partido Comunista de la India (Maoísta) es un partido político de ideología naxalita de la India, que mantiene abierta una guerra popular prolongada contra el Gobierno indio. Fue fundado el 21 de septiembre de 2004 tras la unificación del Partido Comunista de la India (Marxista-Leninista) Guerra Popular y el Centro Comunista Maoísta de la India. La unificación fue anunciada el 14 de octubre del mismo año. En la fusión se constituyó un Comité Central Provisional, con el destacado líder guerrillero naxalita Muppala Lakshmana Rao, alias "Ganapathy", como secretario general. Más tarde, durante el 1 de mayo de 2014, el Partido Comunista de la India (Marxista-Leninista) Naxalbari se incorporó al PCI(m). El PCI(m) suele ser referido habitualmente por los intelectuales en referencia a la Insurrección de Naxalbari llevada a cabo por radicales maoístas en Bengala Occidental en 1967. El PCI(m) es designado como una organización terrorista en la India bajo el Acta de Prevención de Actividades Ilegales.
En 2006, el primer ministro indio Manmohan Singh se refirió a los naxalitas como "la mayor amenaza interna por sí sola a la seguridad" para India, y dijo que "las secciones más míseras y alienadas de la población" forman la espina dorsal del movimiento maoísta en India. Oficiales del Gobierno indio declararon que, en 2013, hasta 76 distritos del país se encontraban afectados por "terrorismo de izquierda", con otros 106 distritos en "influencia ideológica".

## Historia
El Partido fue formado tras la unificación de varios grupos comunistas indios antes mencionados.
El 21 de mayo de 2025 el secretario general del partido, Nambala Keshava Rao, fue abatido en un tiroteo con una unidad especial de la policía de Chhattisgarh en la localidad de Abujhmarh, en el estado de Chhattisgarh.

## Ideología
El PCI(m) cree que el Estado indio "está comandado por la colaboración de los imperialistas, la burguesía compradora y los señores feudales". De acuerdo con "South Asia Terrorism Portal", las dos facciones del Partido que se fusionaron tenían diferentes concepciones del comunismo antes de 2004, pero "ambas organizaciones compartían su creencia en la aniquilación de los enemigos de clase y en la violencia extrema como medio para asegurar las metas de la organización". El Grupo Guerra Popular (PWG, por sus siglas en inglés) mantenía una postura marxista-leninista, mientras que el Centro Maoísta Comunista de la India (MCCI) mantenía una postura maoísta. Tras la unificación, el líder del PWG en Andhra Pradesh anunció que el recién formado PCI(m) seguiría el Marxismo-Leninismo-Maoísmo como su "base ideológica guiando su pensamiento en todas las esferas y actividades". Su ideología incluye un compromiso con la "lucha armada prolongada" para derrocar al Gobierno indio y tomar el poder del Estado. En la fiesta del Primero de Mayo de 2014, Ganapathy y Ajith (Secretario General del PCI-ML Naxalbari) publicaron un comunicado conjunto señalando que "el Partido unificado continuará tomando el marxismo-leninismo-maoísmo como guía ideológica".
La ideología del PCI(m) está detallada en el Programa del Partido. En este documento, los maoístas denuncian la globalización como una "guerra contra el pueblo" por parte de "fundamentalistas del mercado" y el sistema de castas como forma de opresión social. El PCI(m) afirma que están llevando a cabo una "guerra popular", táctica estratégica desarrollada por Mao Zedong durante la fase de guerra de guerrillas del Partido Comunista de China. Su objetivo eventual es instalar un "gobierno popular" a través de la Nueva Revolución Democrática.

## Postura sobre la insurgencia islámica[citarequerida]
Vinod Anand afirma que el PCI(m) ve la insurgencia islámica como una lucha por la liberación nacional y contra el imperialismo, más que como un choque de civilizaciones, y afirma que en el pasado, algunos miembros del Partido la describieron como "una fuera progresista, pacífica y anti-imperialista del mundo contemporáneo". Kishenji afirmaba que "la insurgencia islámica no debe ser combatida puesto que es básicamente antiestadounidense, pacífica y anti-imperialista por naturaleza. Nosotros, por lo tanto, velamos por su crecimiento". En palabras de Ganapathy:

"Nuestro Partido apoya la lucha de los países musulmanes y el pueblo contra el imperialismo, al mismo tiempo que critica y lucha contra la ideología reaccionaria y la visión social del fundamentalismo musulmán. Solamente el liderazgo maoísta puede proveer una correcta orientación anti-imperialista y lograr la unidad de clase entre los musulmanes, así como entre pueblos de otras persuasiones religiosas. La influencia de la ideología fundamentalista islámica y su liderazgo disminuirá al tiempo que los revolucionarios comunistas y otras fuerzas democrático-seculares incrementen su influencia ideológica sobre las masas musulmanas. Como revolucionarios comunistas, nosotros siempre luchamos por reducir la influencia de la ideología reaccionaria oscurantista y el control de los mulás y otros clérigos sobre las masas musulmanas, al tiempo que los unimos con otros que están luchando contra el enemigo común de los pueblos del mundo - que es el imperialismo, particularmente el imperialismo americano."

## Localización y predominación

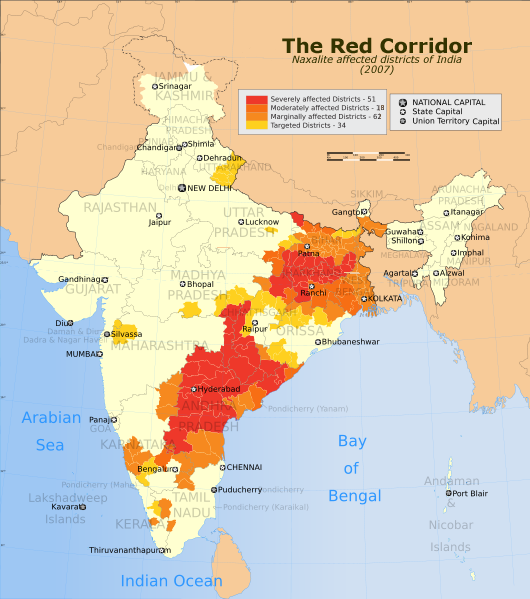
Zonas bajo control o influencia de los maoístas indios en 2007. Esta zona quedó apodada como "el Corredor Rojo de la India".

Los maoístas o naxalitas afirman estar luchando por los derechos de las tribus del cinturón forestal alrededor de la India central, en los estados de Chhattisgarh, Bihar, Jharkhand, Maharashtra, Odisha y Bengala Occidental. Actualmente, el Partido tiene presencia incluso en regiones remotas de Jharkhand y Andhra Pradesh, así como en Bihar y en las áreas dominadas por tribus de las zonas fronterizas de Chhattisgarh, Maharashtra, Bengala Occidental y Odisha. El PCI(m) afirma consolidar su poder en esta área y establecer un Corredor Rojo desde el que extender la "guerra popular" a otras regiones de la India. El Gobierno indio afirmaba en 2013 que los estados de Andhra Pradesh, Arunachal Pradesh, Assam, Bihar, Chhattisgarh, Delhi, Gujarat, Haryana, Jharkhand, Karnataka, Kerala, Madhya Pradesh, Odisha, Punjab, Tamil Nadu, Tripura, Uttarakhand, Uttar Pradesh y Bengala Occidental se encontraban en "influencia ideológica" de lo que denominan como "extremismo de izquierda"; mientras afirmaban que de la actividad armada de estos "extremistas de izquierda" se tenía constancia en Andhra Pradesh, Bihar, Chhattisgarh, Jharkhand, Karnataka, Kerala, Maharashtra, Odisha y Bengala Occidental.

## Organización
El actual Secretario General del PCI(m) es Nambala Keshava Rao, alias "Basavaraj". Fue nombrado para suceder a Muppala Lakshmana Rao, alias "Ganapathy". La jerarquía del Partido consiste de Oficinas Regionales, que se ocupan de dos o tres estados cada una; los Comités Estatales, los Comités de Zona, los Comités de Distrito, y los "dalam" (escuadrones armados). Jan Myrdal afirma que el PCI(m) también organiza eventos como "Programas de Entrenamiento para el Liderazgo", como medida de preparar a sus miembros para la fiera ofensiva por parte del Estado indio.

### Politburó
Para decidir las políticas del PCI(m), el mayor cuerpo de decisión es el Politburó o Buró Político, formado por 13 o 14 miembros, 6 de los cuales fueron abatidos o detenidos entre 2007 y 2010. Prashant Bose, alias "Kishan-da" y Katakam Sudarshan, alias "Anand", son dos de los más prominentes miembros del Buró Político del PCI(m). B. Sudhakar, alias "Kiran" es otro miembro del Buró Político del PCI(m). Shamsher Singh Sheri, alias "Karam Singh", quien murió el 30 de octubre de 2005 a causa de la malaria cerebral, también fue miembro del Buró Político del Partido. Entre 2005 y 2011, el Estado indio capturó a varios miembros del Buró Político maoísta, entre los que se encuentran Sushil Roy alias "Som", Narayan Sanyal alias "N. Prasad", Pramod Mishra, Amitabh Bagchi, Kobad Ghandy, Baccha Prasad Singh, Anukul Chandra Naskar y Akhilesh Yadav. Ashutosh Tudu y Anuj Thakur son otros dos miembros detenidos del Buró Político del PCI(m). Arvind Ji, alias "Deo Kumar Singh", otro miembro del Politburó maoísta indio, murió de un ataque al corazón el 21 de marzo de 2018. Entre los asesinados se encuentran Cherukuri Rajkumar, alias "Azad", y Mallojula Koteswara Rao alias "Kishenji", que también eran miembros del Buró Político.

### Comité Central
El Comité Central del PCI(m) toma las órdenes del Buró Político y transmite la información a sus miembros, y tiene 32 miembros. Durante una entrevista en 2010, Anand dijo a los periodistas que de 45 miembros del Comité Central del Partido, 8 habían sido arrestados y 22 habían sido asesinados por distintas agencias del Gobierno indio. Anuradha Ghandy, que murió el 12 de abril de 2008, fue una eminente miembro del Comité Central del PCI(m). Kadari Satyanarayan Reddy, alias "Kosa"; Thippiri Tirupathi, alias "Devuji"; Malla Raji Reddy y Mallujola Venugopal, alias "Bhupati", son otros 3 cuadros y miembros del Comité Central del Partido. Madvi Hidma es la persona más joven que forma parte del Comité Central. A fecha de 22 de septiembre de 2011, nueve miembros del Comité Central estaban en prisión, entre los que se encontraban: Moti Lal Soren, Vishnu, Varanasi Subramanyan, Shobha, Misir Besra, Jhantu Mukherjee o Vijay Kumar Arya. Otro miembro del Comité Central llamado Ravi Sharma fue capturado más tarde. Ginugu Narsimha Reddy, alias "Jampanna", se rindió a la Policía india en diciembre de 2017. Varkapur Chandramouli, Patel Sudhakar Reddy y Narmada Akka, abatidos por el Ejército indio, eran otros miembros del Comité Central del PCI(m).

### División de publicaciones
El PCI(m) tiene una "división de publicaciones". Además de formar parte del Buró Político del Partido, B. Sudhakar alias "Kiran" también trabaja para su división de publicaciones.

### Comisiones Militares
La "Comisión Militar Central" es el principal cuerpo armado del PCI(m), y está constituida por su Comité Central. En suma a la CMC, el Partido también ha creado Comisiones Militares Estatales. La CMC está liderada por Nambala Keshava Rao, alias "Basavaraj". Anand y Arvind Ji son otros dos miembros de la Comisión Militar Central del PCI(m). Anuj Thakur es un miembro detenido de la Comisión Militar Central del PCI(m). Kishenji y Chandramouli también fueron miembros de la Comisión Militar Central del PCI(m).

### Comité Técnico
El Comité Central Técnico tiene la responsabilidad de la fabricación de armas y explosivos. El Comité Técnico consiste de unos pocos miembros seleccionados con especial conocimiento científico y de investigación bajo la supervisión directa de la Comisión Militar Central. Sadanala Ramakrishna, un veterano líder maoísta, era Secretario del Comité Técnico cuando fue detenido en la ciudad de Kolkata en 2012.

### Fuerza estimada

Principales focos de actividad maoísta ("violencia izquierdista" según las autoridades) en India durante el año 2013.

Las alas militares de las organizaciones fundadoras, el Ejército Guerrillero de Liberación (ala militar del MCCI) y el Ejército Guerrillero del Pueblo (ala militar del PWG), también se fusionaron. El nombre de la organización armada unificada es Ejército Guerrillero de Liberación Popular (PLGA, por sus siglas en inglés) y se agrupa en tres secciones: el escuadrón Básico, el Secundario y el Principal. Todos los miembros del PLGA son voluntarios y no reciben ningún salario por ello. Durante su estancia en las zonas guerrilleras, Jan Myrdal afirmó que los cuadros femeninos del PCI(m) constituían alrededor del 40% del PLGA, y mantenían numerosas "posiciones de mando"; pero en la actualidad, los miembros femeninos componen el 60% de los cuadros maoístas, y las comandantes mujeres dirigen 20 de las 27 divisiones en las zonas guerrilleras.
P.V. Ramana, de la "Observer Research Foundation" de Delhi, estima el grueso de los guerrilleros naxalitas en la actualidad entre unos 9.000-10.000 combatientes armados, con acceso a alrededor de 6500 armas de fuego. Los análisis, a fecha de septiembre de 2013, sugieren que el número estimado de miembros del PLGA ha descendido de entre 10.000-12.000 a 8.000-9.000. Sin embargo, Gautam Navlakha ha sugerido que el PLGA se ha fortalecido en los años pasados, y que cuenta con 12 compañías y más de 25 pelotones más un pelotón de suministros en 2013, en comparación con las 8 compañías y 13 pelotones de 2008. También existe la Milicia Popular, armada con arcos, flechas y machetes, que se cree que asiste logísticamente al PLGA y se estima en alrededor de 38.000 milicianos.

### Unidades médicas
Los maoístas indios han estructurado "unidades médicas" en las aldeas de Bastar, y el PCI(m) opera "unidades médicas móviles". Rahul Pandita escribe:

"En el campo de la salud, los maoístas cubren habitualmente grandes agujeros dejados por el Estado. Sus unidades médicas móviles cubren largas distancias para ofrecer atención sanitaria primaria a grupos tribales... Varios campos de entrenamiento son tratados regularmente con medidas preventivas contra enfermedades como la diarrea o la malaria. Los doctores de base en los escuadrones médicos pueden administrar vacunas, identificar un número de enfermedades por los síntomas, y tratar heridas que no son graves. Algunos incluso pueden llevar a cabo análisis de sangre de tipo simple para obtener un diagnóstico. Esto es una ventaja significativa en dichas áreas.

Además, los escuadrones de servicio médico del PCI(m) también se mueven de aldea a aldea y proveen de "entrenamiento médico básico" a jóvenes tribales seleccionados para que puedan identificar enfermedades frecuentes a través de sus consultas, así como distribuir vacunas a sus pacientes.

### Frentes de masas
Las organizaciones de masas o frentes de masas del Partido incluyen a la Liga Juvenil Radical, Rythu Coolie Sangham, Unión de Estudiantes Radicales, Singareni Karmika Samakya, Viplava Karmika Samakhya, Porattam Kerala, Ayyankali Pada Kerala, Njattuvela Kerala y la Federación de Estudiantes Revolucionarios, Krantikari Adivasi Mahila Sangathan y Chetna Natya Manch.

## Estrategia

### Tácticas de gobernanza
Los "principios organizativos" de los maoístas están trazados a partir de la Revolución China y la Guerra de Vietnam. El PCI(m) ha organizado la región histórica de Dandakaranya en diez divisiones, cada una compuesta por tres comités de área; y cada Comité de Área está compuesto de diversos "Janatana Sarkar" (gobiernos populares). El Partido dice que el Janatana Sarkar se establece por un procedimiento electoral que involucra a un grupo de aldeas, y tiene 9 departamentos - Agricultura, Comercio e Industria, Economía, Justicia, Defensa, Salud, Relaciones Públicas, Educación y Cultura, y Jungla. El Janatana Sarkar provee de educación primaria en materias como Matemáticas, Ciencias Sociales, Política y Lengua Hindi, en las "escuelas campamento" se utilizan libros de texto editados por el Partido en Gondi. También utilizan películas en DVD para educar a los niños en temáticas científicas e históricas.
En sus esfuerzos por intimidar a sus adversarios políticos y consolidar el control, los naxalitas aplican el conocido como "impuesto revolucionario", extorsionado negocios, secuestrando y asesinando a "enemigos de clase" como funcionarios gubernamentales o agentes de Policía, y regulan el flujo de ayudas y bienes. Para ayudar a llenar sus filas, los maoístas fuerzan a cada familia bajo su dominio a entregar a un miembro de la familia a la guerrilla, amenazando a quienes se resisten con la violencia.
La organización ha establecido "Tribunales Públicos", que han sido calificados como "tribunales canguro" contra sus oponentes. Estos "tribunales" actúan en las áreas bajo control maoísta de facto. Los maoístas también han llevado a cabo demoliciones de antiguos edificios institucionales bajo su jurisdicción de facto. También han sido acusados de la voladura de varias escuelas y vías ferroviarias, así como de mantener las áreas bajo su control "lejos de la modernidad y el desarrollo", típicamente de mayoría de población rural y sin estudios.

### Tácticas y estrategias militares
El PCI(m) rechaza la "coexistencia" con la que llaman "democracia burguesa vigente" y se centran en la toma del poder político mediante la lucha armada prolongada basada en la guerra de guerrillas. Esta estrategia consiste en construir bases en áreas rurales y/o remotas y transformarlas en zonas guerrilleras, para tras avanzar convertirlas en "zonas liberadas" y así facilitar el cerco a las ciudades.
El equipamiento militar utilizado por los maoístas indios, como se ha podido comprobar tras un número de incautaciones, incluyen cables RDX, varitas de gelignita, detonadores, armas rudimentarias, rifles INSAS, AK-47, SLR y dispositivos explosivos improvisados. Los maoístas rechazan las acusaciones de que reciben armas de China, Myanmar y Bangladés. Al respecto, Ganapathy dice: "Nuestras armas son principalmente de fabricación nacional. Todas las armas modernas que tenemos son principalmente incautadas a fuerzas armadas gubernamentales cuando les atacamos".

## Conexiones internacionales
El PCI(m) mantiene diálogos con el Partido Comunista de Nepal (Centro Maoísta), que controla la mayor parte de Nepal en el Comité de Coordinación de los Partidos y Organizaciones Maoístas del Sur de Asia (CCOMPOSA), de acuerdo a algunas fuentes de inteligencia y think tanks. Estos enlaces, sin embargo, han sido negados por los nepalíes.
Mientras se encontraba detenido en junio de 2009, un miembro sospechoso de la organización islamista Lashkar-e-Toiba (LeT) indicó que su organización y el PCI(m) habían intentado coordinar actividades en el estado de Jharkhand. Pero Ganapathy negó ninguna conexión entre los naxalitas y LeT, afirmando que las alegaciones eran "solamente maliciosa y calculada propaganda de fuerzas policiales, burócratas y líderes de los partidos políticos reaccionarios" para malograr la imagen de los maoístas con el objetivo de etiquetarlos como terroristas para justificar "las brutales campañas de terror contra los maoístas y el pueblo en las áreas de lucha armada agraria". Kishenji también criticó a LeT por haber llevado a cabo políticas "anti-populares" y "erróneas"; aun así, afirmó que los maoístas podrían considerar apoyar algunas de sus demandas, si LeT dejaba de cometer "actos terroristas".
Informes de 2010 indican que el Partido Comunista de las Filipinas (PKP por sus siglas en tagalo), siendo a través del Nuevo Ejército del Pueblo (NPA por sus siglas en inglés) el grupo insurgente más veterano del Sudeste Asiático, afirmó haber participado en actividades de entrenamiento en guerra de guerrillas con maoístas indios.
Los maoístas indios niegan enlaces operacionales con grupos extranjeros, como los maoístas nepalíes, pero sí confirman "camaradería". Algunos miembros del Gobierno indio aceptan esto, mientras que otros aseguran que esos lazos operaciones sí existen, con entrenamiento por parte de maoístas de Sri Lanka y pequeñas armas de China. La República Popular China deniega, y se avergüenza de que siquiera se sugiera que apoyan a rebeldes maoístas en el extranjero, apoyándose en las mejoras entre las relaciones de China e India, incluyendo movimientos hacia la resolución de sus disputas fronterizas. Los maoístas en Nepal, Filipinas e India son menos reticentes entre sus metas compartidas.

## Operación "Green Hunt"
La "ofensiva total" de las fuerzas estatales y paramilitares del Gobierno de la India contra el PCI(m) fueron acuñadas por los medios indios como "Operación Green Hunt" (Caza Verde). De acuerdo a Daily Mail, para julio de 2012 el Gobierno indio ya había desplegado a alrededor de 100.000 paramilitares en operaciones anti-maoístas junto a la Policía, tropas fronterizas, policía fronteriza indo-tibetana, fuerzas especiales e incluso consideraba la "clonación" de nuevas fuerzas policiales de élite como los "Greyhounds" de Andhra Pradesh e inducirles en las operaciones en curso contra los maoístas en otros 5 estados: Chhattisgarh, Jharkhand, Bihar, Maharashtra y Orissa. El 3 de enero de 2013, el Gobierno indio publicó un comunicado en el que desplegaba otros 10.000 paramilitares en Bastar, Odisha y algunas zonas de Jharkhand. El 8 de junio de 2014, el Ministerio de Asuntos Domésticos aprobó oficialmente el despliegue de otras 10.000 tropas de las fuerzas paramilitares para luchar contra los maoístas en Chhattisgarh. El grueso de personal de la Policía Estatal involucrada en la contrainsurgencia en el Corredor Rojo se estima en números que rondan los 200.000. Además de las armas de fuego, el personal de las fuerzas armadas utiliza teléfonos vía satélite, vehículos aéreos no tripulados y helicópteros de la Fuerza Aérea india.
En 2011, el Ejército indio - mientras negaba un papel directo en las operaciones - aceptó que había estado entrenando a personal paramilitar para luchar contra los maoístas, sin embargo, los maoístas han aseverado que el Ejército regular indio está estacionado en el Corredor Rojo. El 30 de mayo de 2013, el Mariscal del Aire de la Fuerza Aérea India declaró que además de los ya operativos helicópteros Mil Mi-17, la Fuerza Aérea india decidió introducir una unidad de helicóptero Ml-17V5 para "proveer apoyo total a las operaciones anti-naxalitas". En agosto de 2014, el Ministerio de Asuntos Domésticos comunicó que estaba "enviando" a 2.000 personas de los Batallones Naga de Reserva originarios de Nagaland para atacar a los maoístas en Bastar.

## Emboscadas notables
- El 15 de febrero de 2010, algunos comandantes guerrilleros del PCI(m) - de los cuales se creen que todas eran mujeres - mataron a 24 militares indios en Bengala Occidental. El ataque fue dirigido por Kishenji, y tras el asalto naxalita al campamento paramilitar, Kishenji se dirigió a los medios informativos diciendo: "Nosotros no lo hemos empezado (la violencia), ni pararemos primero. Dejadnos ver hasta dónde es honesto el Gobierno central respecto a una solución y definitivamente cooperaremos... Esto es una respuesta a la Operación 'Green Hunt' de Chidambaram y a menos que el Gobierno detenga esta inhumana operación militar, continuaremos respondiendo al Gobierno de esta única manera."
- El 6 de abril de 2010, los maoístas emboscaron y mataron a 75 paramilitares que cayeron en una trampa colocada por emboscados maoístas. El Partido describió el incidente como una "consecuencia directa" de la Operación Green Hunt, afirmando que "se encontraron rodeados por batallones paramilitares. Estaban prendiéndole fuego a los bosques y haciendo huir a los adivasi (tribales). En esta situación, no tuvimos otra alternativa (que ejecutar los ataques)".
- El 25 de mayo de 2013, el PCI(m) emboscó un convoy del Congreso Nacional Indio en Bastar, y mataron a 27 personas incluidos Mahendra Karma, Nand Kumar Patel y Vidya Charan Shukla. Mientras que rechazaron las muertes de unos pocos "funcionarios inocentes del INC" durante el incidente, los maoístas mantienen que las políticas del Partido Popular Indio (BJP) y el Congreso Nacional Indio son vistas como de naturaleza "anti-popular", dándole por ello responsabilidad en el ataque. Más tarde, catorce maoístas que supuestamente participaron en la emboscada fueron tiroteados en Odisha por el Grupo de Operaciones Especiales con la asistencia de la Fuerza de Seguridad Fronteriza.